# Razgorce
Razgorce – wieś w Słowenii, w gminie Vojnik. W 2018 roku liczyła 11 mieszkańców.

## Populacja
| Ludność według spisów powszechnych | Ludność według spisów powszechnych | Ludność według spisów powszechnych | Ludność według spisów powszechnych |
| ---------------------------------- | ---------------------------------- | ---------------------------------- | ---------------------------------- |
| 1991                               | 2002                               | 2011                               | 2018                               |
| 13                                 | 14                                 | 15                                 | 11                                 |